# 221. Infanterie-Division (Wehrmacht)
La 221. Infanterie-Division fu una divisione dell'esercito tedesco attiva durante la seconda guerra mondiale che venne creata nel 1939 e fu prima impiegata nella Campagna di Polonia e poi durante la Campagna di Francia. La divisione fu mandata in congedo nell'agosto 1940 fino al marzo 1941, quando fu impiegata per formare altre unità.

## Storia
La divisione fu costituita il 26 agosto 1939 a Breslavia, in Polonia. Dopo l'inizio della Campagna di Polonia ha marciato dalla zona di Breslavia attraverso Kalisch fino al Bzura e dopo la fine della campagna rimase in Polonia come forza di occupazione. Nel dicembre 1939, le 4 compagnie dei reggimenti di fanteria furono riorganizzate in compagnie di mitragliatrici ed alla fine di aprile 1940, fu trasferita nell'Alto Reno. Dopo l'inizio della campagna di Francia attraversò il Reno vicino a Markolsheim, il 15 giugno 1940 e poi fece irruzione a Colmar, che occupò il 17 giugno. La divisione fu mandata in congedo dall'agosto 1940 al marzo 1941, quando il suo personale venne utilizzato per istituire la 221. Sicherungs-Division, la 444. Sicherungs-Division e la 454. Sicherungs-Division.

## Ordine di battaglia
- Infanterie-Regiment 350
- Infanterie-Regiment 360
- Infanterie-Regiment 375
- Artillerie-Regiment 221
- Pionier-Bataillon 221
- Feldersatz-Bataillon 221
- Panzerabwehr-Abteilung 221
- Aufklärungs-Abteilung 221
- Infanterie-Divisions-Nachrichten-Abteilung 221
- Infanterie-Divisions-Nachschubtruppen 221[1]

## Decorazioni
Un soldato della 221. Infanterie-Division fu premiato con la croce tedesca in oro per le sue azioni in guerra.

## Comandanti
- Generalleutnant Johann Pflugbeil (26 agosto 1939 - marzo 1941)[1]